# InspIRCd
 (septembre 2012).
InspIRCd est un serveur IRC modulaire écrit en C++. Il respecte (sans modules) la RFC 1459. Au départ, il a été créé pour le réseau IRC ChatSpike, puis a été publié sous licence GPL. Contrairement à d'autres IRCd, InspIRCd n'est pas un fork, il a  été écrit à partir de zéro.